# ロドリゴ・サラサール
- ロドリゴ・サラザール
- ロドリゴ・ザラザール

ロドリゴ・サラサール・マルティネス（Rodrigo Zalazar Martínez , 1999年8月12日 - ）は、スペイン・カスティーリャ・ラ・マンチャ州アルバセテ県アルバセテ出身のサッカー選手。シャルケ04所属。ポジションはMF。
父は元ウルグアイ代表のホセ・サラサール。

## クラブ経歴
父のホセがアルバセテ・バロンピエで現役生活を終えたばかりの1999年にアルバセテで生まれる。一家は引退後もアルバセテで過ごしていたこともあり、ロドリゴは2007年にアルバセテ・バロンピエのカンテラに入所。2015年から4年間はマラガCFのカンテラで過ごしたものの、2019年7月2日にドイツ・ブンデスリーガのアイントラハト・フランクフルトと4年契約を締結。加入4日後の7月6日のコロナ・キェルツェへのローン移籍が発表。7月20日のラコフ・チェンストホヴァ戦でプロデビューを果たした。更に2021-22シーズンはシャルケ04でプレーすることが発表された。
2022年3月25日、シャルケ04へ完全移籍し、2025/2026シーズンまでの契約を結んだ。

## 代表歴
2018年からユース世代のウルグアイ代表でプレー。2019年の南米ユース選手権に出場し、3位入賞に貢献。しかし、2019 FIFA U-20ワールドカップには未招集に終わった。
2023年6月14日、ニカラグア代表との親善試合でA代表初出場。

## 人物
- 父のホセは1984年から9年間ウルグアイ代表でプレーし、1986  FIFAワールドカップに出場した。
- 1歳上の兄で、父と同性同名のホセ・ルイス・サラサールもサッカー選手で、現在はレアル・バリャドリードのBチームでプレー。登録名は『クキ』（Kuki）。尚、弟とは違い、ユース代表はスペイン代表でプレーした。